# Hartmann Maurus
Hartmann Maurus, auch Hartmann Mor, Hartmann Mohr bzw. Hartmann Moer (* vor 1506; † 23. August 1537) war ein deutscher Jurist. Er war Professor des Zivilrechts an der Universität zu Köln, Rat des Kölner Kurfürsten Hermann V. von Wied sowie Reichskammergerichtsassessor.

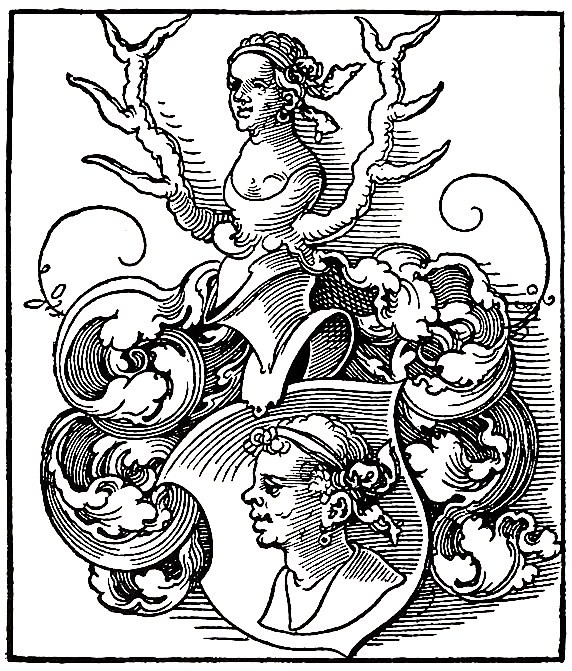
Redendes Wappen des Hartmann Maurus: Mohrenkopf

## Leben
Maurus stammte aus Linn bei Krefeld am Niederrhein. Er wurde 1506 an der Universität zu Köln immatrikuliert, 1512 war er baccalarius artium, 1514 Lizenziat, 1521 war er Doktor des Zivilrechts und des Kanonischen Rechts.
Hartmann Maurus ist der Verfasser des ältesten Wahl- und Krönungs-Diariums eines römisch-deutschen Kaisers, das 1523 in Nürnberg gedruckt wurde. Darin bezeichnet er sich als den jüngsten Rechtsprofessor.
1520 stand er in Diensten des Kölner Erzbischofs Hermann von Wied. In jenem Jahr wurde er als Mitglied der Kölner Delegation zusammen mit Florentinus von Ysselstein nach Aachen gesandt, um die Krönung Kaiser Karls V. vorzubereiten. Möglicherweise zu dieser Zeit machte er erstmals Bekanntschaft mit Erasmus von Rotterdam, zu dem er später Kontakt pflegte. Bei Wiedereröffnung des Reichskammergerichts wurde er 1521 dessen Beisitzer in Vertretung Kurkölns, welche Stellung er bis zu seinem Tod innehatte. Bis 1523 blieb er jedoch meist in Köln, darauf folgte er dem Reichskammergericht, dessen Sitz bis 1524 in Nürnberg und 1524–1527 in Eßlingen war. Schließlich war er am Reichskammergericht in Speyer, in welcher Stadt er möglicherweise auch starb. Beigesetzt wurde er im lokalen Stift St. Guido. Maurus war in den Religionsprozessen durch eine stringente Haltung aufgefallen, nach der er bei Enteignung von Kirchengut für deren konsequente Ahndung eintrat und dabei jegliche politische Kompromisse ablehnte. Am 1. September 1537 berichtete Johannes Gropper dem kurkölnischen Kanzler vom Ableben des Hartmann Maurus und unterbreitete Vorschläge zur Neubesetzung des Amtes des kurkölnischen Beisitzers am Reichskammergericht, darunter auch Jakob Omphal, der schließlich Maurus im Amt nachfolgte.

## Werke
Beteiligt an (Auswahl):
- Coronatio Invictissimi Caroli Hispaniarum Regis Catholici in Romanorum Regem, Nürnberg 1523
- Coronatio Caroli V. Caesaris Avg. Apvd Aqvisgranvm : Per Hartmannum Maurum Hermanni Archiepiscopi Colonien. Consiliarium, qui ei coronationi interfuit, descripta. Sabinus Electionem et consilia, Köln 1550
- Römischer Adler. Oder Theatrvm Electionis Et Coronationis Romano-Caesareae: Mit denen darbey Interessirenden Hohen Stands-Personen. In Zwey Theil repraesentirt. Im Ersten: Von der Wahl vnd Crönung, Frankfurt a. M. 1657
- Coronatio Caroli V. Caesaris Aug. Apud Aquisgranum : Sabinus Electionem et consilia hic rei gestae in coronatione ac pompae celebritatem continet, Köln 1550[5]